# Slag bij Wesenberg (1268)
De slag bij Wesenberg (Duits: Schlacht bei Wesenberg, Russisch: Раковорская битва, Rakovorskaja bitva) was 
een veldslag die plaatsvond op 18 februari 1268 tussen de legers van de Noord-Russische republieken en vorstendommen tegen de gecombineerde krachten van de ridders van de Lijflandse Orde, het vorstbisdom Dorpat en het Deense hertogdom Estland nabij het fort van Wesenberg, het huidige Rakvere.

## Achtergrond
Na de dood van grootvorst Mindaugas van Litouwen in 1263 werd de Litouwse hertog Dovmont tijdens de strijd om de troon gedwongen het vorstendom te verlaten. Hierna werd hij in Pskov ontvangen, dat toen tot Novgorod behoorde. 
In 1267 organiseerden de Novgorodiërs een veldtocht tegen Litouwen, maar door meningsverschillen tussen de bevelhebbers ging deze niet door. In plaats daarvan vielen de troepen de Deense bezittingen op het grondgebied van het moderne Estland binnen, en naderden het kasteel van Wesenberg (Rakvere, in het Russisch Rakovor). Na de dood door pijlen van zeven krijgers trokken ze zich terug en wendden zich tot de grootvorst van Vladimir Jaroslav Jaroslavitsj, die zijn zonen Svjatoslav en Michail stuurde, evenals Dmitri van Perejaslavl en andere vorsten.
In Novgorod begon de productie van belegeringswapens voor de komende campagne. Ordensbisschoppen en ridders uit Riga, Fellin (Viljandi) en Dorpat (Tartu) arriveerden tussen 1 maart en 31 december 1267 in Novgorod om vrede te vragen, en zwoeren de Deense bezittingen Wesenberg en Reval (Tallinn) niet te helpen. Echter, tijdens de daaropvolgende troepenverzameling vermeldt de Lijflandse kroniek Viljandiërs en krijgers uit andere steden ("het hele Duitse land ", volgens de Russische kronieken).
Op 23 januari begon de campagne. Russische troepen vielen het land Virumaa binnen, dat toebehoorde aan de Denen.

## Verloop van de strijd
De strijd vond plaats op 18 februari, de zaterdag voor quinquagesima.
Het leger van de Lijflandse Orde, sinds 1237 een autonome afdeling van de Duitse Orde, vertrok vanuit Dorpat. Nadat het zich had aangesloten bij de Denen, die meer troepen hadden, nam het een positie in op de linkerflank tegen Svjatoslav, Dmitri en Dovmont. De Denen stonden aan de rechterkant, tegen Michail Jaroslavitsj.
De Novgorodkroniek geeft informatie over een felle strijd in het centrum tussen de Novgorodiërs en een detachement van de Lijflandse Orde, waarin de Novgorodiërs werden verslagen, de Novgorod-posadnik en 13 andere bij naam genoemde bojaren werden gedood, en met hen vele anderen wiens namen de kroniek niet vermeld. Een tysjatski en nog twee nobele bojaren werden vermist, en vorst Joeri vluchtte, in verband waarmee hij zelfs werd verdacht van verraad.
Ondertussen brachten de Russen een krachtige slag toe aan de Deense en Dorpatse troepen. De Lijflandse kroniek noemt 5000 soldaten onder leiding van Dmitri Aleksandrovitsj, maar meldt dat de ridders hem met kleine troepen wisten te stoppen. Tegelijkertijd verbindt de kroniek de algehele overwinning van het Russische leger in de strijd met deze tegenaanval, en vertelt over de achtervolging van de vluchtende ridders over 7 mijl naar Wesenberg via drie wegen, omdat "de paarden niet over lijken konden lopen ". Herman van Wartberg vermeldde dat bisschop Alexander van Dorpat viel, met twee ordebroeders.
Tegelijkertijd plunderden de Lijflandse ridders, nadat ze de Novgorodiërs hadden omvergeworpen, hun konvooi en verbrandden de belegeringswerktuigen. De Russen, die na de achtervolging van de Denen en Dorpatters terugtrokken, wachtten op de ochtend om tegen hen te vechten, maar de ridders trokken zich terug. Zo werd de overwinning door het Russische leger behaald, aangezien het slagveld aan hen werd overgelaten. Het in brand steken van belegeringswerktuigen door de Duitsers maakte de belegering van Wesenberg echter onmogelijk, en bepaalde uiteindelijk het mislukken van de hele campagne.

## Resultaten van de strijd
De Russische troepen stonden drie dagen onder de muren van Wesenberg. Blijkbaar heeft het verlies van een konvooi met belegeringswerktuigen in de strijd de belegering en inname van de stad voorkomen. Op dat moment marcheerde het Pskovse leger van Dovmont met vuur en zwaard door Virumaa. Geen enkel kasteel werd echter belegerd of ingenomen.
In 1269 ondernam de Orde een vergeldingscampagne, die eindigde met een mislukte 10-daagse belegering van Pskov, de terugtrekking van de ridders toen het Novgorodse leger onder leiding van vorst Joeri naderde, en het sluiten van vrede "met alle wil van Novgorod". Slechts 8 jaar na de Slag bij Durbe tegen de troepen van Litouwen leden de kruisvaarders een nieuwe nederlaag, die de Duits-Deense expansie 30 jaar stopte.